# Étienne Martellange
Étienne Martellange (Lione, 22 dicembre 1569 – Parigi, 3 ottobre 1641) è stato un gesuita, architetto e pittore francese.
Membro della Compagnia di Gesù, lavorò alla costruzione di molti collegi e chiese dell'ordine di appartenenza. Gli si devono comunque anche numerose vedute di città e monumenti, accuratamente riprodotti, spesso privi dell'indicazione dell'autore. Questa estesa produzione grafica costituisce un'importante documentazione storica delle città francesi nel primo terzo del XVII secolo Molte delle sue piante e disegni sono conservati nel Gabinetto delle Stampe della Biblioteca nazionale di Francia e altre presso l'Ashmolean Museum di Oxford.

## Opere principali
In particolare è stato l'architetto dei seguenti edifici:
- Il collegio Enrico IV di La Flèche (oggi Quartiere Enrico IV del Prytanée national militaire) e della sua chiesa di San Luigi
- la cappella di Sant'Anna e San Gioacchino del collegio dei gesuiti di Carpentras (oggi luogo d'esposizioni)
- la cappella del Noviziato dei gesuiti San Luigi ad Avignone (oggi hôtel Cloître Saint Louis)
- la cappella del Collegio dei gesuiti di Avignone (oggi Museo lapidario di Avignone)
- la chiesa di Saint-Paul-Saint-Louis di Parigi, rue Saint-Antoine, con François Derand
- la cappella Saint-Louis del collegio dei gesuiti de Blois (oggi chiesa di San Vincenzo da Paola)
- il collegio Sainte-Marie di Bourges (oggi Scuola nazionale superiore d'arte di Bourges)
- la ricostruzione della cattedrale di Santa Croce di Orléans, prima di Jacques V Gabriel
- la Cappella della Trinità di Lione
- il collegio dei gesuiti di Moulins, attualmente Palazzo di Giustizia.
- la cappella del collegio Saint-Thomas dei gesuiti di Rennes, costruita dal 1624 al 1651 (divenuta chiesa Toussaints nel 1803).
- il collegio gesuita dei Godrans, Digione, divenuto Biblioteca municipale classificata di Digione
- la cappella San Francesco Saverio del noviziato dei gesuiti di Parigi (Saint-Germain-des-Près), terminata nel 1642, oggi scomparsa.

### Disegni
- Veduta di Sisteron in Provenza[1]